# Aloe flexilifolia
Aloe flexilifolia é uma espécie de liliopsida do gênero Aloe, pertencente à família Asphodelaceae.